# Wegecjusz

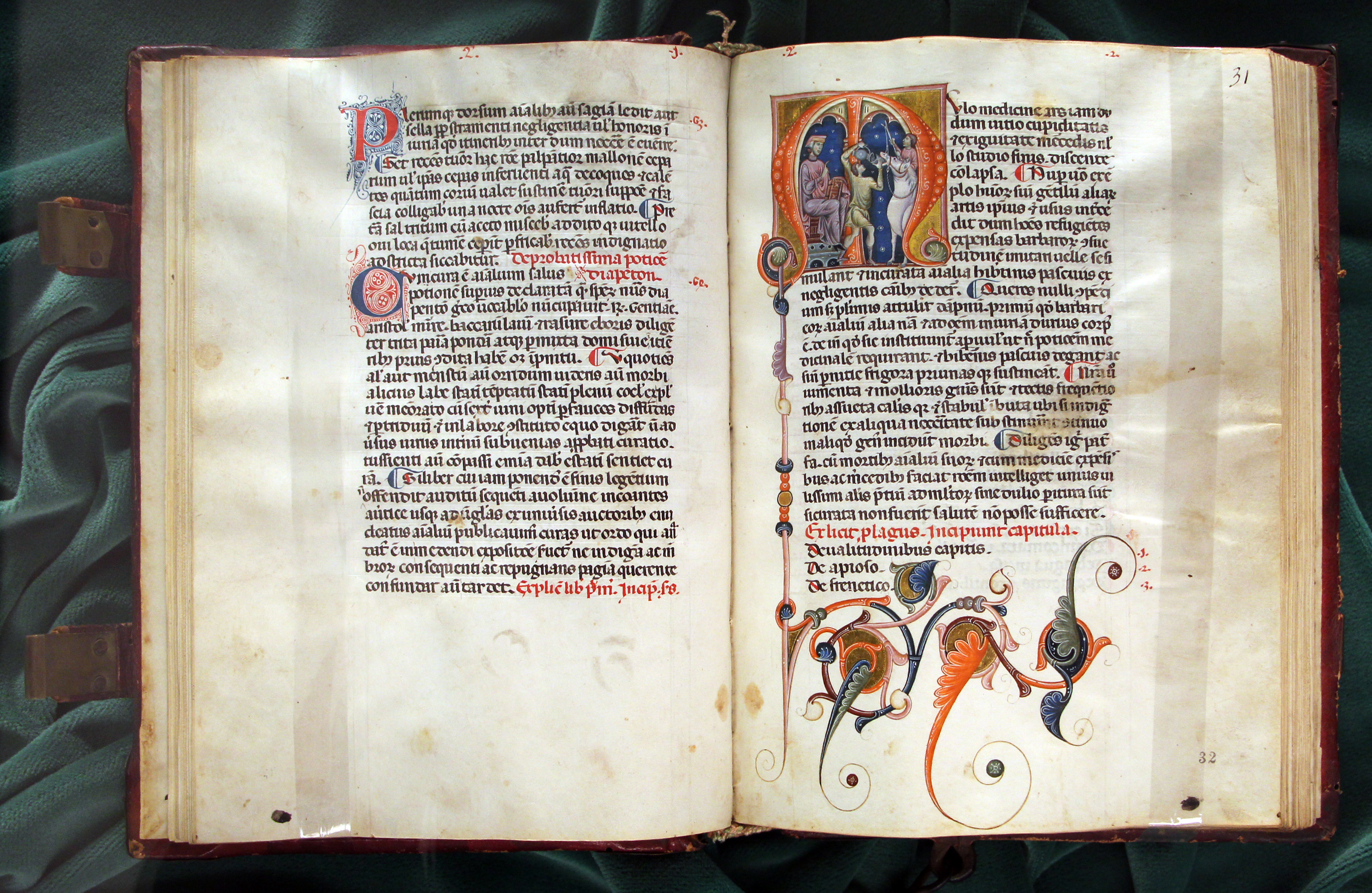
Mulomedicina (ok. 1250-1375, Biblioteca Medicea Laurenziana, pluteo 45.19)

Publius Flavius Vegetius Renatus, czyli Wegecjusz – pisarz i historyk rzymski żyjący w drugiej połowie IV wieku n.e. Pełnił funkcję zarządcy skarbu, interesował się wojskowością i hodowlą koni. Autor dedykowanego cesarzowi (prawdopodobnie Teodozjuszowi I) traktatu Epitoma rei militaris (Zarys wojskowości) w 4 księgach, jedynego zachowanego podręcznika wojskowości rzymskiej. Jego myślą przewodnią było przekonanie, że przywrócenie dyscypliny w armii rzymskiej w oparciu o wzory z przeszłości przywróci potęgę Rzymu. Zawarł w nim również wiele informacji dotyczących sprawowania wojny i taktyki bitewnej Cesarstwa rzymskiego. W pracy tej opisuje między innymi proces adaptacji łuku kompozytowego zapożyczonego od Hunów. W dziele Digesta Artis Mulomedicinae poświęconej leczeniu koni i źrebiąt opisał również konie Hunów.
Wspominany przez św. Tomasza z Akwinu, w kwestii 123 II tomu Summy teologicznej, w kontekście cnoty męstwa, kunsztu i wiedzy: jak mówi Wegecjusz, nikt nie boi się robić rzeczy, co do których jest pewien, że się ich dobrze nauczył.